# La Vaciada
La Vaciada är en ort i Mexiko.   Den ligger i kommunen San Luis de la Paz och delstaten Guanajuato, i den centrala delen av landet, 260 km nordväst om huvudstaden Mexico City. La Vaciada ligger 2 072 meter över havet och antalet invånare är 150.
Terrängen runt La Vaciada är platt västerut, men österut är den kuperad. Runt La Vaciada är det ganska tätbefolkat, med 52 invånare per kvadratkilometer. Närmaste större samhälle är San Luis de la Paz, 11,2 km sydost om La Vaciada. Omgivningarna runt La Vaciada är i huvudsak ett öppet busklandskap.